# Loxocera decorata
Loxocera decorata är en tvåvingeart som beskrevs av Meijere 1914. Loxocera decorata ingår i släktet Loxocera och familjen rotflugor. Inga underarter finns listade i Catalogue of Life.